# Операция D-Elite
Операция D-Elite была предпринята агентами ФБР и Иммиграционной и таможенной полицией США против главных участников сайта BitTorrent-трекера EliteTorrents, результатом которой стали следующие санкции: пять месяцев тюрьмы, пять месяцев домашнего ареста и 3000 долларов штрафа в отношении Гранта Т. Стэнли (Grant T. Stanley) 17 октября 2006 года. Другой администратор этого сайта, Скотт МакКауслэнд (Scott McCausland), получил такой же приговор 19 декабря 2006 года.
25 мая 2005 года правоохранительные органы провели десять обысков в США и наложили арест на домен EliteTorrents. Как и в предыдущих случаях против BitTorrent-сайтов, таких как LokiTorrent, были получены логи сервера о людях, которые загружали и выгружали файлы через сайт. На 15 января 2007 года пока не было предпринято никаких действий против подавляющего большинства обычных пользователей LokiTorrent и EliteTorrents.
Судебные процессы продолжались несколько лет, но только 2 человека получили сроки, остальные отделались штрафами и условным заключением. Но, несмотря на огромную важность этого дела и все ресурсы, брошенные ФБР на расследование, человека, который собственно передал им предрелизную копию фильма, так и не нашли.

## События, приведшие к блокировке
EliteTorrents был выделен из огромного количества BitTorrent-сайтов, потому что на EliteTorrents выпустили монтажную версию фильма «Звёздные войны. Эпизод III: Месть ситхов» примерно за шесть часов до премьеры в кинотеатрах. Это привлекло внимание MPAA, которая регулярно просматривала BitTorrent-сайты. MPAA начала собирать информацию и надавила на ФБР, чтобы были предприняты меры.
В дополнение к рабочей версии Star Wars, владелец доменного имени EliteTorrents жил в США, что сделало сайт простой мишенью для правоохранительных органов Соединённых Штатов. Однако, сервер сайта был расположен в Нидерландах и другие BitTorrent-трекеры находились на сервере, который продолжал работу.
Когда сайт обрушили, люди, которые попытались получить доступ к нему, столкнулись с непрофессионально выглядящей заметкой, очевидно сделанной в Microsoft Word, которая извещала, что сайт стал жертвой DDoS-атаки или каким-то другим типом обмана. Однако в ранние часы 25 мая Министерство Юстиции США и ФБР объявляли, что они его захватили.